# Consorzio di tutela dell'olio extra vergine d'oliva DOP Monti Iblei
Il Consorzio di tutela dell'olio extra vergine d'oliva DOP Monti Iblei, è la società di tutela e valorizzazione che riunisce le aziende delle aree di produzione del prodotto.

## Attività
Il consorzio opera nel pieno rispetto della legge nazionale 21.12.1999 n.526 nonché dei decreti ministeriali attuativi del 12.4.2000 pubblicati sulla Gazzetta Ufficiale del 27.04.2000 e successive modificazioni e/o integrazioni. Segue inoltre le norme degli articoli 2602 e 2615 del Codice Civile.
Costituito tra olivicoltori, molitori ed imbottigliatori in possesso dei requisiti previsti dallo statuto, nasce per tutelare i produttori che aderiscono al disciplinare nonché proteggere e diffondere, tramite diverse attività, le qualità dell’Olio Extravergine di Oliva prodotto nell’area dei Monti Iblei, nelle zone di Ragusa, Siracusa e Catania.

## Storia
Per quanto concerne l’ulivo domestico, fu dapprima coltivato in Siria e fu importato in Sicilia in un periodo compreso tra VIII e IV secolo a.C. dai fenici e dai greci, come testimoniato da Diodoro Siculo. Dovrà trascorrere ancora molto tempo però, perché si possa parlare di coltivazione intensiva.
La presenza nel territorio ibleo di un certo numero di piante, dette “ulivi saraceni”, caratterizzate da tronchi enormi (fino a circa 10 metri di circonferenza), fa pensare a impianti risalenti all’epoca araba e al periodo normanno.
La prima notizia relativa alla produzione di olio nel territorio di Chiaramonte Gulfi (comune dell'olio ibleo per eccellenza) risale a un atto del notaio Linfanti del 1383. Tuttavia fino alla seconda metà del secolo XVIII poche erano le piante innestate e quindi fruttifere.
Un decreto del 1778 favorì l’incremento della coltura della vite nella zona, alla quale vennero sempre più spesso affiancate piante di ulivo. La svolta più importante si ebbe intorno al 1970 quando Luigi Veronelli, sentenziò nella sua Guida:
(Luigi Veronelli)
Nel 1982 ebbe luogo la prima fiera dell’olio d’oliva ibleo (a Chiaramonte Gulfi), seguirono la Denominazione di origine protetta, l'inserimento di Chiaramonte tra le Città dell'Olio, l’istituzione del Consorzio di tutela del DOP Monti Iblei ed i trionfi nelle manifestazioni, durante le quali gli oli delle aziende chiaramontane si sono aggiudicati il 28% dei premi mondiali. Inoltre nel 1997 è stato istituito il Museo dell'olio di Chiaramonte Gulfi.